# Chetogaster canberrae
Chetogaster canberrae là một loài ruồi trong họ Tachinidae.